# Prvenstvo Anglije 1903
Prvenstvo Anglije 1903 v tenisu.

## Moški posamično
Lawrence Doherty :  Frank Riseley, 7-5, 6-3, 6-0

## Ženske posamično
Dorothea Douglass :  Ethel Thomson, 4-6, 6-4, 6-2

## Moške dvojice
Reginald Doherty /  Lawrence Doherty :  Sydney Smith /  Frank Riseley, 6–4, 6–4, 6–4